# SK Benešov
Az SK Benešov egy cseh labdarúgócsapat Benešovban. Jelenleg a Divize A tagja, ami a cseh bajnoki rendszerben a negyedosztálynak felel meg.
Az 1994–95-ös szezonban a klub Gambrinus liga, a cseh élvonal tagja volt. Hamarosan pénzügyi problémák jelentkeztek, amikor a főtámogatót pénzügyi bűncselekmény miatt letertóztatták. A klub még abban a szezonban kiesett. Miután három győzelemmel, és egy döntetlennel kezdték a szezont, a szezon hátralevő részében nem tudtak nyerni, és sorozatban 24 nyeretlen meccset szenvedtek el. Az 1995–96 szezonban kiestek a cseh 2. ligából is, amit további kiesések követtek. A 2000-es évek óta a klub többnyire a cseh negyedosztályban játszott. Megjárta az ötödosztályt is, két időszakot: 1999 és 2000 közt, illetve 2007 és 2008 közt helyi ligákban játszott.

## Korábbi nevek
- 1913: AFK Benešov
- 1929: Benešovský SK
- 1940 körül: Slavoj Benešov
- 1948: Sokol Benešov
- 1949: Sokol ČSD Benešov
- 1953: TJ Lokomotíva Benešov
- 1971: TJ ČSAD Benešov
- 1990: FK Švarc Benešov
- 1996: FK Benešov
- 1999: SK Benešov

## Szereplése hazai sorozatokban
| - 1985–1991 2.ČNL (harmadosztály) - 1991–1993 ČMFL (másodosztály) - 1993–1994 Cseh 2. Liga - 1994–1995 Gambrinus liga - 1995–1996 Cseh 2. Liga - 1996–1997 Bohemian Labdarúgó-bajnokság - 1997–1999 ismeretlen - 1999–2000 Körzeti bajnokság (ötödosztály) - 2000–2003 Cseh negyedosztály - 2003–2007 ismeretlen - 2007–2008 Körzeti bajnokság (ötödosztály) - 2008–2013 Cseh negyedosztály |

- Első osztályú szezonok a cseh bajnoki rendszerben: 1
- Másodosztályú szezonok a cseh bajnoki rendszerben: 4
- Harmadosztályú szezonok a cseh bajnoki rendszerben: 7
- Negyedosztályú szezonok a cseh bajnoki rendszerben: 8

### Csehszlovákia
|         | 71–72 | 72–73 | 73–74 | 74–75 | 75–76 | 76–77 | 77–78 | 78–79 | 79–80 | 80–81 | 81–82 | 82–83 | 83–84 | 84–85 | 85–86 | 86–87 | 87–88 | 88–89 | 89–90 | 90–91 | 91–92 | 92–93 |
| ------- | ----- | ----- | ----- | ----- | ----- | ----- | ----- | ----- | ----- | ----- | ----- | ----- | ----- | ----- | ----- | ----- | ----- | ----- | ----- | ----- | ----- | ----- |
| 1. Liga |       |       |       |       |       |       |       |       |       |       |       |       |       |       |       |       |       |       |       |       |       |       |
| 2. Liga |       |       |       |       |       |       | 15.   | 10.   | 12.   | 13.   |       |       |       |       |       |       |       |       |       |       | 12.   | 8.    |
| 3. Liga |       |       |       |       |       |       |       |       |       |       | 7.    | 16.   |       |       | 12.   | 13.   | 8.    | 13.   | 12.   | 1.    |       |       |
| 4. Liga |       |       |       |       |       | 1.    |       |       |       |       |       |       | 4.    | 1.    |       |       |       |       |       |       |       |       |
| 5. Liga |       |       |       |       |       |       |       |       |       |       |       |       |       |       |       |       |       |       |       |       |       |       |

## Fordítás
Ez a szócikk részben vagy egészben  a   SK Benešov című angol Wikipédia-szócikk ezen változatának fordításán alapul.  Az eredeti cikk szerkesztőit annak laptörténete sorolja fel. Ez a jelzés csupán a megfogalmazás eredetét és a szerzői jogokat jelzi, nem szolgál a cikkben szereplő információk forrásmegjelöléseként.

## Külső hivatkozások
- Hivatalos weboldal (csehül)